# Liu Shuhan
Liu Shuhan (29 de enero de 2006) es una deportista china que compite en natación. Ganó una medalla de bronce en el Campeonato Mundial de Natación en Piscina Corta de 2024, en la prueba de 4 × 100 m estilos.

## Palmarés internacional
| Campeonato Mundial en Piscina Corta | Campeonato Mundial en Piscina Corta | Campeonato Mundial en Piscina Corta | Campeonato Mundial en Piscina Corta |
| Año                                 | Lugar                               | Medalla                             | Prueba                              |
| ----------------------------------- | ----------------------------------- | ----------------------------------- | ----------------------------------- |
| 2024                                | Budapest (Hungría)                  | Medalla de bronce                   | 4 × 100 m estilos                   |